# SpaceLiberty 2011

Країни-учасниці 1-го Фестивалю SpaceLiberty

1-й Міжнародний Інтернет-Фестиваль Незалежного Кіна SpaceLiberty — міжнародний кінофестиваль, який проходив з 21 березня по 11 листопада 2011 року в режимі он-лайн.
Фестиваль відкрила короткометражна стрічка українського письменника, поета, художника та діяча кіно Сергія Васильовича Миська «Перевізник888». Закривала фестиваль кіноробота кримчанина Кирила Баранова «Вана! Вана! Шаба!».

## Журі

### Офіційна конкурсна програма
Головою журі, яке оцінювало фільми Основного конкурсу, було обрано українського кінорежисера та кліпмейкера Олександра Образа. Склад Міжнародного журі:
- Дмітрій Дітріх Лімпєрт — кінорежисер і сценарист ( Німеччина);
- Іґорь Твєрдохлєбов — кінорежисер і фотограф ( Росія);
- Олександр Кібкало — журналіст, кіноредактор, сценарист, режисер, продюсер ( Росія);
- Тамара Ларіна — артдиректор арт-центру «БЕРЕГ», директор Міжнародного фестивалю короткометражного кіно й анімації OPEN CINEMA ( Росія).

### Альтернативні конкурсні програми

#### Програма експериментальних фільмів «ПозаФормат»
Головою журі став Григорій Подзємєльний — генеральний директор Міжнародного кінофестивалю «2-in-1» ( Росія).
Склад журі:
- Іґорь Калашов — режисер кіно, кіноактор, сценарист, власник відеостудії "Видеоскульптор" ( Росія);
- Пітер Бредшоу — кінорежисер, кліпмейкер, сценарист, монтажер, кінооператор, засновник журналу «ATMOSFEAR», співзасновник першої кіношколи в Запоріжжі ( Україна).

#### Програма музичних фільмів (відео-кліпів) «Movi[E]sioN»
Голова журі — кінорежисер Олег Борщевський ( Україна).

## Лауреати
- Ґран-Прі:
  - «Камені», режисер Едуард Тадевосян ( Росія /  Вірменія, 2010);
- Приз за найкращий короткометражний фільм:
  - «Афект», режисер Руфат Карім-заде ( Азербайджан, 2011);
- Приз за найкращий художній фільм:
  - «Камені», режисер Едуард Тадевосян ( Росія /  Вірменія, 2010);
- Приз за найкращий документальний фільм:
  - «Подолання», режисер Роман Сидоренко ( Україна, 2010);
- Приз за найкращий мультиплікаційний фільм (анімацію):
  - «Чистий», режисер Олена Потьомкіна ( Україна, 2011);
- Приз за найкращу режисуру:
  - Олександр Слобода, за фільм «Блудний син» ( Україна, 2011);
- Приз за найкращий сценарій:
  - Олександр Ратій, за фільм «"На 10 хвилин старше..." ЗАПАМОРОЧЕННЯ» ( Україна, 2011);
- Приз за найкращу операторську роботу:
  - Андрій Донцов, за фільм «Нюрка»  Росія, 2011);
- Приз за найкращу акторську роль:
  - Ксенія Осокіна та Віктор Пітерський, за фільм «Нюрка»  Росія, 2011);
- Спеціальний Приз журі за новаторський внесок у кіномову імені Юрія Іллєнка:
  - «Блудний син», режисер Олександр Слобода ( Україна, 2011);
- Приз глядацьких симпатій:
  - «Мій М...», режисер Анна Суліма ( Білорусь, 2011)
- Приз «ПозаФормат» за найкращий експериментальний фільм:
  - «Чортівня 5: сало-вестерн "Волохата Нога"», режисер Денис Кант ( Україна, 2011);
- Приз «Movi[E]sioN» за найкращий музичний фільм (відео-кліп):
  - «ЕТСЕТЕРА - Викини з серця», режисери Володимир Нянькін і Дмитро Буркотенко ( Україна, 2011)[5].